# 粉红色火烈鸟
《粉红色的火烈鸟》（英語：Pink Flamingos）是一部由约翰·沃特斯执导的美国荒诞黑色幽默电影。当1972年上映时，这部片子因其非常變態的内容引发了大规模争论，并使它成为了最臭名昭著的非主流电影。
此片最具争议之处是因为展现了買賣嬰兒、亂倫、人工授精、口交、吃屎、兽姦等各種镜头，大大超出了一般观众的心理承受能力。甚至该片在影院放映时会为观众准备呕吐袋。

## 剧情
臭名昭著的罪犯迪万化名“芭布丝·约翰逊”與患有精神病的母親伊迪、行為不端的兒子饼干以及旅伴科顿生活在一起。他們在馬里蘭州鳳凰城郊外共用一輛拖車，拖車旁邊有一對塑料粉紅色火烈鳥。在得知迪万被一家小報封為“世界上最污穢的人”後，另一對自認汙穢的夫婦康妮·马布尔和雷蒙德·马布尔感到極為不滿。
马布尔夫婦在黑市进行婴儿贩卖生意，專門綁架並強迫落單的年輕女性，再让男僕钱宁强奸并使之受孕，然後將她們生出的孩子轉賣給無法生育的夫婦或同性情侶，所得款項用於資助黄色商店，以及城区小學的海洛因贩毒网络。雷蒙德還透過將自己的私处暴露在女性面前來賺錢，他的陰莖上繫著一根大波蘭香腸或者火雞脖子，在她們逃跑時偷走她們的錢包。雷蒙德后来遇到了一名尚未完成變性手術的跨性別女性，她向雷蒙德露出自己的乳房、陰莖和陰囊，阻止了雷蒙德的計劃，雷蒙德被嚇得四處逃竄。
马布尔夫婦招募間諜曲奇，透過與饼干約會來收集有關迪万的信息。随后是電影中最臭名昭著的場景之一，曲奇被饼干強姦，同时两人用身体壓碎了一隻活雞，而科顿則透過窗戶觀看。然後，曲奇將芭布丝的真實身份、她的下落和她的家人以及她即將舉行的生日聚會告知了马布尔夫婦。
马布尔夫婦將一盒人類糞便作為生日禮物送給迪万，並附上一張卡片，稱她為“胖子”並宣稱自己才是“世界上最污穢的人”。迪万擔心她的頭銜被奪走，宣布送包裹的人必須死。马布尔夫妇離開後，钱宁穿上了康妮的衣服，並学马布尔夫妇说话。當马布尔夫妇回家時，他們發現钱宁在嘲笑他們。他們非常憤怒，因此他們解雇了钱宁，將他鎖在他的一個壁櫥裡。
马布尔夫妇來到拖車旁監視迪万的生日派對。迪万收到的生日禮物有情慾芳香劑、假嘔吐物、蝨子洗髮水、豬頭和切肉刀。派對上的表演者有跳蛇舞的裸女和展示屁眼的脱肛柔術演員。马布尔夫妇對這個骇人的派對感到厭惡，於是報了警，但這適得其反，迪万和她的客人伏擊了警察，用切肉刀切開他們的屍體，然後吃掉了他們。每天給伊迪送雞蛋的雞蛋人向她表白並向她求婚。她接受了他的求婚，他用手推車把她推走了。
迪万和饼干前往马布尔家，舔舐並摩擦马布尔的家具，這讓他們非常興奮，迪万甚至给饼干口交。他們找到钱宁並發現兩名孕婦被關在地下室。在迪万和饼干用大刀解救她们後，她们用刀閹割了钱宁。
马布尔夫妇將迪万心愛的拖車燒毀。當他們回到家時，他們的家具因被迪万和饼干舔過而受到詛咒，将他们掀翻在地。他們還發現錢寧因遭閹割而流血過多而死，而兩個女孩則逃脫了。
发现他们的拖車只剩下被燒毀的殘骸後，迪万和饼干回到马布尔家，持槍綁架他們，並將他們帶到縱火地點。迪万召集當地小報媒體見證马布尔夫妇的審判和處決。迪万設立了一個袋鼠法庭，並以“一級愚蠢”和“屁眼主义”的罪名對被綁住嘴巴的马布尔夫妇定罪。科顿和饼干建議判處死刑，于是马布尔夫妇被綁在樹上，塗上焦油和羽毛，然後被迪万开枪射中頭部。
迪万、饼干和科顿熱情地決定搬到愛達荷州的博伊西。迪万看到一隻小狗在人行道上排便，便用手捡起糞便放入嘴裡吃掉。正如沃特斯的旁白所說，證明迪万“不僅是世界上最污穢的人，而且她也是世界上最污穢的演員”。

## 演员
- 迪万 饰 迪万/芭布丝·约翰逊（Divine/Babs Johnson）
- 大衛·洛克里（英语：David Lochary） 饰 雷蒙德·马布尔（Raymond Marble）
- 明克·斯托爾（英语：Mink Stole） 饰 康妮·马布尔（Connie Marble）
- 瑪麗·薇薇安·皮爾斯（英语：Mary Vivian Pearce） 饰 科顿（Cotton）
- 丹尼·米斯（Danny Mills） 饰 饼干（Crackers）
- 伊迪絲·梅西（英语：Edith Massey (actress)） 饰 伊迪（Edie）
- 庫基·穆勒（英语：Cookie Mueller） 饰 曲奇（Cookie）
- 錢寧·威羅伊（英语：Channing Wilroy） 饰 钱宁（Channing）
- 保羅·史威夫特（英语：Paul Swift） 饰 鸡蛋人
- 蘇珊·沃爾什（英语：Susan Walsh (actress)） 饰 苏齐（Suzie）
- 琳達·奧爾傑森（Linda Olgeirson） 饰 琳達（Linda）
- 帕特·莫蘭（Pat Moran） 饰 帕蒂·希特勒（Patty Hitler）
- 史蒂夫·葉格（英语：Steve Yeager (filmmaker)） 饰 纳特·克赞（Nat Curzan）
- 喬治·菲格斯（英语：George Figgs） 饰 邦哥演奏者
- 樊尚·皮拉尼奧（英语：Vincent Peranio） 饰 派對上的音樂家
- 范·史密斯（英语：Van Smith） 饰 派對客人
- 伊莉莎白·科菲（英语：Elizabeth Coffey） 饰 吓到雷蒙德的跨性別女性
- 大衛·E·格魯克（David E. Gluck） 饰 柔術演員
- 約翰·華特斯 饰 J先生，旁白（未署名）